# تیمو برنهارد
تیمو برنهارد (زاده ۲۴ فوریه ۱۹۸۱) یک راننده سابق مسابقات اتومبیلرانی اهل آلمان است. او راننده اتومبیل‌های اسپرت کارخانه پورشه بود، اما برای رویدادهای انتخابی در سال ۲۰۰۹ و ۲۰۱۰ به آئودی رفت. او نهمین راننده ای است که تاج سه‌گانه غیررسمی مسابقات استقامتی را تکمیل کرده است. در ۲۹ ژوئن ۲۰۱۸، او اولین فردی در ۳۵ سال اخیر شد که رکورد دور نوربرگ رینگ نوردشلایف را که توسط استفان بلاف در سال ۱۹۸۳ با پورشه ۹۵۶ به ثبت رسیده بود را با یک پورشه ۹۱۹ هایبرید و با زمان ۵:۱۹٫۵۴۶ شکست.